# Lycée international Montebello
Le lycée international Montebello est un lycée général et technologique situé à Lille, en France. Autrefois Hôpital de la Charité vers la fin du XIXe siècle, les bâtiments ont été rénovés pour accueillir 1 300 élèves et un personnel de 200 personnes en 1993

## Histoire
En 1859, il est décidé de construire un hôpital, faute de places dans les hôpitaux ouverts à Lille. Auguste Mourcou est l'architecte qui s'occupa des plans du bâtiment situé au sud ouest de Lille. Sa construction se termina en 1873 mais l'hôpital, baptisé hôpital Sainte-Eugénie, n'ouvrit qu'en 1876. Peu à peu, il fut déserté et transformé en lycée par l'architecte Mitrofanoff. Il entama sa première rentrée en 1992.
En 2012, le lycée a fêté ses 20 ans et en 2013, il est passé du statut de « lycée européen » à celui de « lycée international ». L'inauguration officielle du lycée international a eu lieu le 27 mai 2014, en présence de Daniel Percheron, et du recteur de l'académie de Lille.

## Formations
Le lycée propose 10 enseignements de spécialité dont NSI et ARTS plastiques et la série technologique STMG dans le cadre du nouveau baccalauréat, ainsi que des formations post-bac telles que BTS Support à l'action managériale (SAM), et BTS Commerce International (CI) .
| Arts-Plastiques                                                |
| Histoire, Géographie, Géopolitique et Sciences Politiques      |
| Humanités, Littérature et Philosophie                          |
| LLCE et LLCE MC Anglais                                        |
| Mathématiques                                                  |
| Numérique et sciences de l'information                         |
| Physique-Chimie                                                |
| Sciences de la Vie et de la Terre                              |
| Sciences Économiques et Sociales                               |
| Série du nouveau baccalauréat technologique                    |
| Sciences et Technologies du Management et de la Gestion (STMG) |

Le lycée Montebello propose également un large choix parmi 9 langues vivantes : anglais, allemand, espagnol, italien, néerlandais, polonais, portugais, japonais, chinois. Il est possible de s'inscrire en section européenne anglais, allemand ou espagnol sur dossier. Une section europeenne néerlandais est ouverte depuis la rentrée 2022. L'accès à la section internationale britannique (SIB), à la section internationale espagnole et à la section internationale italienne, à la section BACHIBAC se font sur concours (passé fin février/début mars en fin de troisième, se renseigner début janvier pour les inscriptions),.

## Projets
Chaque année, les élèves partent en voyage d'étude selon les options qu'ils étudient. Les étudiants en chinois ont la possibilité de partir en Chine afin de découvrir la culture chinoise dans des familles d'accueil.
Pour la période 2014-2020, le lycée est titulaire de la nouvelle charte Erasmus+. La charte a été renouvelée en 2021 pour la période 2021-2027
Le lycée propose des échanges à l'étranger pour un an, en partenariat avec le Rotary Youth Exchange Program (en) et d'autres organisations (AFS, EF, YFU...). Les élèves qui en font le projet peuvent ainsi effectuer une année complète de leur scolarité dans un établissement hors de France et vivre en famille d'accueil dans le pays. En retour, le lycée accueille un élève étranger.

## Classement du lycée
En 2018, le lycée se classe 43e sur 99 au niveau départemental quant à la qualité d'enseignement, et 987e au niveau national. Le classement s'établit sur trois critères : le taux de réussite au bac, la proportion d'élèves de première qui obtient le baccalauréat en ayant fait les deux dernières années de leur scolarité dans l'établissement, et la valeur ajoutée (calculée à partir de l'origine sociale des élèves, de leur âge et de leurs résultats au diplôme national du brevet).